# Bazyli (Kostić)
Bazyli, imię świeckie Tihomir Kostić (ur. 27 listopada 1907 w Velikim Jovanovcu k. Pirotu, zm. 25 kwietnia 1978 w Kraljevie) – serbski biskup prawosławny.

## Życiorys
Ukończył gimnazjum w Pirocie, a następnie seminarium duchowne w Sremskich Karlovcach. Następnie studiował teologię na Uniwersytecie Belgradzkim, doktoryzował się w Atenach. Jeszcze jako student teologii wstąpił do monasteru Jonašnica i złożył w nim wieczyste śluby mnisze. 11 lipca 1934 został wyświęcony na diakona, zaś dzień później – na kapłana. W kolejnych latach był pracownikiem administracyjnym przy Świętym Synodzie Serbskiego Kościoła Prawosławnego. Następnie wykładał w szkole teologicznej dla mnichów przy monasterze Visoki Dečani oraz w seminariach duchownych w Prizrenie i Bitoli. II wojnę światową przeżył, uwięziony przez okupacyjne władze w monasterze Vojlovica.
20 maja 1947, na pierwszym posiedzeniu Świętego Soboru Biskupów Serbskiego Kościoła Prawosławnego po II wojnie światowej, został wyznaczony do obsadzenia wakującej eparchii banjaluckiej, której dotychczasowy ordynariusz, arcybiskup Platon, został zamordowany przez ustaszy w 1943. Chirotonia biskupia Bazylego (Kosticia) odbyła się 8 czerwca 1947 w soborze św. Michała Archanioła w Belgradzie. W momencie objęcia przez niego katedry eparchia banjalucka, po zniszczeniach wojennych i antyserbskim terrorze Niezależnego Państwa Chorwackiego, praktycznie nie funkcjonowała. Z inicjatywy biskupa Bazylego przeprowadzono szereg remontów świątyń, pod kierunkiem biskupa odbywało się kształcenie kandydatów na nowych kapłanów. Działalność duchownego w Bośni została jednak przerwana przez władze Jugosławii, które zmusiły go do wyjazdu z Banja Luki i zamieszkania w Belgradzie. W związku z tym w 1961 Święty Sobór Biskupów przeniósł go na katedrę žicką. W nowej eparchii odnowił zniszczoną podczas wojny rezydencję biskupią w monasterze Žica i wzniósł centrum kultury prawosławnej w Kraljevie. Krytykował politykę wyznaniową władz, w tym działania zniechęcające dzieci do uczęszczania do cerkwi, za co spędził miesiąc w areszcie w Kraljevie.
Autor publikacji teologicznych na łamach prasy Serbskiego Kościoła Prawosławnego. Reprezentował Kościół na konferencjach panprawosławnych na Rodos oraz w Genewie.
Pochowany na terenie monasteru Žiča.